# 杉森建
杉森建（日語：すぎもり けん，1966年1月27日—）是一名日本遊戲設計者、插畫家、漫畫家與遊戲總監，以神奇寶貝系列的角色創造者與藝術總監聞名。杉森也參與了其他作品的藝術創作，例如脈衝超人。杉森獨自創作了所有最初的151隻神奇寶貝，並且參與創作了許多部神奇寶貝系列的電影、集換式紙牌與任天堂明星大亂鬥系列等其他遊戲。

## 工作
1981年至1986年，杉森建替一本由田尻智創立、稱為Game Freak的同人誌作插畫，他最初是在一間同人誌商店發現了這本雜誌，夢想成為漫畫家的他寄信給田尻，決定參與編輯工作。後來兩人決定向南夢宮（Namco）推出一種街機遊戲，他們將Game Freak重組成一間遊戲開發公司並推出了《Quinty》（美版稱為《孟德爾宮殿》）。公司成立後，神奇寶貝系列開始製作，杉森建獨自設計了所有最初的151隻神奇寶貝，並擔任藝術總監。
在神奇寶貝 黑、白的製造時，杉森建指揮了一個17人的小組負責設計新的神奇寶貝，並總是負責最後的設計。他的許多靈感來自在水族館與動物園等地對動物的觀察。杉森建也曾創作過漫畫，包含神奇寶貝不可思議的迷宮 時之探險隊的預約特典。杉森創造一個新神奇寶貝的過程是先設計一個大略的草稿，再將其描繪在膠紙上並加以修飾，然後他會反覆描繪這個圖案，調整其比例直到滿意為止。多數神奇寶貝需六個月時間設計，較為重要的甚至需要超過一年。(註:角色小建可能取自杉森建)